# Bàsquet als Jocs Olímpics d'estiu de 2004
Als Jocs Olímpics d'Estiu de 2004 celebrats a la ciutat d'Atenes (Grècia) es disputaren 2 competicions de bàsquet, una en categoria masculina i una altra en categoria femenina. La competició se celebrà entre els dies 14 i 28 d'agost de 2004 al Indoor Arena del Complex Olímpic d'El·linikó pel que fa a les rondes preliminars i a l'Olympic Indoor Hall del Complex Olímpic d'Esports d'Atenes pel que fa a les finals.

## Comitès participants
Hi participaren un total de 287 jugadors, entre ells 144 homes i 143 dones, de 18 comitès nacionals diferents:
| Categoria masculina - Angola - Austràlia - Argentina - Espanya - Estats Units - Grècia - Itàlia - RF Iugoslàvia - Lituània - Nova Zelanda - Puerto Rico - R.P. de la Xina | Categoria femenina - Austràlia - Brasil - Espanya - Estats Units - Corea del Sud - Grècia - Japó - Nigèria - Nova Zelanda - Txèquia - Rússia - R.P. de la Xina |

## Resum de medalles
| Prova                   | Or | Argent | Bronze |
| Bàsquet masculí Detalls | ArgentinaCarlos Delfino · Gabriel Fernández · Emanuel Ginóbili · Leonardo Gutierrez · Wálter Herrmann · Alejandro Montecchia · Andrés Nocioni · Fabricio Oberto · Pepe Sánchez · Luis Scola · Hugo Sconochini · Rubén Wolkowyski | Itàlia Gianluca Basile · Massimo Bulleri · Roberto Chiacig · Giacomo Galanda · Luca Garri · Denis Marconato · Michele Mian · Gianmarco Pozzecco · Nikola Radulović · Alex Righetti · Rodolfo Rombaldoni · Matteo Soragna | Estats Units Carmelo Anthony · Carlos Boozer · Tim Duncan · Allen Iverson · LeBron James · Richard Jefferson · Stephon Marbury · Shawn Marion · Lamar Odom · Emeka Okafor · Amare Stoudemire · Dwyane Wade                     |
| Bàsquet femení Detalls  | Estats Units Sue Bird · Swin Cash · Tamika Catchings · Yolanda Griffith · Shannon Johnson · Lisa Leslie · Ruth Riley · Katie Smith · Dawn Staley · Sheryl Swoopes · Diana Taurasi · Tina Thompson                                | AustràliaSuzy Batkovic · Sandy Brondello · Trisha Fallon · Kristi Harrower · Lauren Jackson · Natalie Porter · Alicia Poto · Belinda Snell · Rachael Sporn · Laura Summerton · Penny Taylor · Allison Tranquilli         | RússiaAnna Arkhipova · Olga Arteshina · Elena Baranova · Diana Goustilina · Maria Kalmykova · Elena Karpova · Ilona Korstin · Irina Osipova · Oxana Rakhmatulina · Tatiana Shchegoleva · Maria Stepanova · Natalia Vodopyanova |

## Medaller
| Posició | País         | Or | Argent | Bronze | Total |
| 1       | Estats Units | 1  | 0      | 1      | 2     |
| 2       | Argentina    | 1  | 0      | 0      | 1     |
| 3       | Austràlia    | 0  | 1      | 0      | 1     |
| 3       | Itàlia       | 0  | 1      | 0      | 1     |
| 5       | Rússia       | 0  | 0      | 1      | 1     |